# Lijst van landen die grenzen aan de Europese Unie
Hieronder een lijst van landen die grenzen aan de Europese Unie.

## 2020-heden
Noord- en oostgrens van de  Europese Unie, van noordwest naar zuidoost:
- Verenigd Koninkrijk (grenst aan  Ierland, en  Frankrijk door de Kanaaltunnel)
- Noorwegen (grenst aan  Zweden en  Finland)
- Rusland (grenst aan  Finland,  Estland,  Letland,  Litouwen en  Polen; zie ook Kaliningrad Oblast)
- Wit-Rusland (grenst aan  Letland,  Litouwen en  Polen)
- Oekraïne (grenst aan  Polen,  Slowakije,  Hongarije en  Roemenië)
- Moldavië (grenst aan  Roemenië)

Zuidoostelijke grens van de  Europese Unie:
- Turkije (grenst aan  Bulgarije en  Griekenland)

Westelijke Balkan, enclave in de  Europese Unie:
- Montenegro (grenst aan  Kroatië)
- Bosnië en Herzegovina (grenst aan  Kroatië)
- Servië (grenst aan  Hongarije,  Kroatië,  Roemenië en  Bulgarije)
- Noord-Macedonië (grenst aan  Bulgarije en  Griekenland)
- Albanië (grenst aan  Griekenland)

Zuidwestelijke grens van de  Europese Unie:
- Gibraltar (grenst aan  Spanje)

Andere landen in de  Europese Unie
- Kaliningrad Oblast ( Rusland; grenst aan  Litouwen en  Polen)
- Zwitserland (grenst aan  Oostenrijk,  Duitsland,  Frankrijk en  Italië)
- Liechtenstein (grenst aan  Oostenrijk)
- Andorra (grenst aan  Frankrijk en  Spanje)
- Monaco (grenst aan  Frankrijk)
- San Marino (grenst aan  Italië)
- Vaticaanstad (grenst aan  Italië)

Grens van  Cyprus
- Turkse Republiek Noord-Cyprus
- Akrotiri en Dhekelia

Spaanse exclaves Ceuta en Melilla
- Marokko

Grens van Frans-Guyana
- Brazilië
- Suriname

Grens van Saint-Martin
- Sint Maarten